# The Divergent Series: Insurgent
The Divergent Series: Insurgent is een Amerikaanse actie-sciencefictionfilm uit 2015, geregisseerd door Robert Schwentke. De film is gebaseerd op de gelijknamige roman, geschreven door Veronica Roth en is het vervolg op de film Divergent uit 2014.

## Verhaal
Tris en Four zijn op de vlucht voor de leider Jeanine Matthews van de factie Eruditie in het futuristische Chicago. Als een vijfzijdige doos met aan elke zijde een factiesymbool gevonden wordt door de soldaten van Jeanine in de woning van de ouders van Tris, wordt het duidelijk waarom haar ouders zich hebben opgeofferd. De doos is ontworpen door de oprichters van de stad en bevat belangrijke informatie over de toekomst, die alleen door een afwijkend persoon geopend kan worden. Jeanine zoekt naar de persoon die de doos kan openen, tevergeefs, er is geen één persoon met voldoende afwijkend percentage. Als Tris in een hinderlaag loopt door de soldaten, wordt ze gescand en blijkt voldoende afwijkend te zijn. Ze kan ontsnappen uit deze hinderlaag maar geeft zichzelf later aan als Jeanine dreigt om nog meer onschuldige mensen te vermoorden. In een simulatie kamer probeert ze met een pistool Jeanine dood te schieten die achter een glazen ruit staat, maar blijkt gemaakt te zijn van kogelvrij glas. Ze wordt gedwongen mee te werken aan het openen van de doos. In een vorm van een visuele waarneming moet ze vijf opdrachten uitvoeren, waarvan de opdrachten betrekking hebben op elke factie. De laatste opdracht zal Tris niet overleven en ze overlijdt in de gewone wereld. Tussentijds is Four ook gevangengenomen. Als Tris wordt afgevoerd uit het gezichtsveld van Jeanine en Four nog afscheid mag nemen van haar, wordt het duidelijk dat ze is geholpen door Peter die haar daarvoor injecteerde met een slaap-serum. Tris wil terug om de doos bij Jeanine weg te halen. Four en Peter helpen haar met tegenzin. Als Tris en Four in de simulatie kamer zijn komen de soldaten van Jeanine toe. De twee sluiten de kamer. Tris gaat de laatste opdracht opnieuw uitvoeren. Het laatste vak van de doos gaat met succes open en er verschijnt een boodschap. Een vrouw legt uit dat de muur rondom de stad en factiesysteem eigenlijk een experiment zijn en de afwijkende personen het succes zijn van het experiment. Ze vertelt ook dat de wereld wacht achter de muren om terug te keren naar de mensheid. Dit is niet wat Jeanine verwacht en ze wil alle sporen uitwissen. Dit wordt voorkomen door de hulp van factielozen, die het gebouw binnen stormen. De boodschap wordt op schermen in de hele stad uitgezonden. Jeanine wordt gearresteerd. Wat er buiten de muren te wachten staat zal Jeanine niet meer meemaken als ze wordt vermoord.

## Rolverdeling
| Acteur           | Personage             |
| ---------------- | --------------------- |
| Shailene Woodley | Beatrice "Tris" Prior |
| Theo James       | Tobias "Four" Eaton   |
| Kate Winslet     | Jeanine Matthews      |
| Jai Courtney     | Eric Coulter          |
| Mekhi Phifer     | Max                   |
| Ansel Elgort     | Caleb Prior           |
| Octavia Spencer  | Johanna Reyes         |
| Zoë Kravitz      | Christina             |
| Ray Stevenson    | Marcus Eaton          |
| Naomi Watts      | Evelyn Johnson-Eaton  |
| Maggie Q         | Tori Wu               |
| Daniel Dae Kim   | Jack Kang             |
| Ashley Judd      | Natalie Prior         |
| Tony Goldwyn     | Andrew Prior          |
| Janet McTeer     | Edith Prior           |
| Miles Teller     | Peter Hayes           |
| Ben Lloyd-Hughes | Will                  |
| Jonny Weston     | Edgar                 |

## Kritiek
Enkele Divergent-trilogiefans waren kwaad om het feit dat er in de film zoveel in vergelijking met het boek veranderd werd.

## Verschillen met het boek
In tegenstelling tot bij de eerdere film Divergent zijn er in Insurgent veel dingen veranderd ten opzichte van het boek. De belangrijkste veranderingen zijn:
1. De doos.
In het boek komt de doos met aan elke kant een factiesymbool niet voor. In plaats daarvan staat het belangrijke bestand dat in de film in die doos verstopt zit in het boek simpelweg op Jeanines computer.
2. De simulaties.
In zowel het boek als de film geeft Tris Prior zich vrijwillig over aan Eruditie. Maar in de film gebruikt Jeanine haar om de doos te openen, terwijl ze in het boek gebruikt wordt om een serum voor afwijkenden te kunnen ontwikkelen.
3: De aanval op Eruditie.
In de film was Tris nog in het gebouw van Eruditie toen de Factielozen en de Onverschrokkenen aanvielen. Ze probeerde de laatste simulatie uit te voeren. Toen ze geslaagd was, zag ze het belangrijke bericht over de wereld buiten de muren. Jeanine gaf toen direct de opdracht om de doos te begraven en ervoor te zorgen dat niemand hem ooit zou zien. Nog geen seconde later vielen de Factielozen de kamer binnen. Ze zonden het bericht uit over de hele stad en Evelyn vermoordde Jeanine.
In het boek was Tris de dag ervoor al uit Eruditie gevlucht en een dag later ging ze samen met Johanna en enkele anderen via de vrachtwagens van Vriendschap. Tris baande zich een weg naar Jeanines bureau. Daar zag ze Tori klaarstaan om Jeanine te vermoorden. Tris probeerde het te verhinderen, maar het lukte niet en ze vermoordde Jeanine. Omdat Tris haar tegenhield, beschuldigde ze haar van verraad en werd ze opgepakt en naar de andere schuldigen gebracht. Tobias en Caleb hebben het bestand kunnen vinden en hebben het geprojecteerd in de zaal op de begane grond. Het gaat over wat zich buiten het hek (in de film is het een muur) bevindt. Niet veel later barstte er geschreeuw los.
4. Het kapsel van Tris.
In het boek knipte ze haar haar maar af tot aan haar kin, terwijl ze in de film gewoon kort haar heeft.